# Adolf Otto Reinhold Windaus
Adolf Otto Reinhold Windaus (Berlín, Alemanya, 1876 - Göttingen, 1959) fou un metge, químic i professor universitari alemany guardonat amb el Premi Nobel de Química l'any 1928.

## Biografia
Va néixer el 25 de desembre de 1876 a la ciutat de Berlín. Després d'estudiar al "Französisches Gymnasium" de Berlín, on s'interessà principalment en literatura, Windaus va iniciar els seus estudis de medicina l'any 1895. Molt impressionat per unes conferències del Premi Nobel Hermann Emil Fischer va començar a estudiar química a la Universitat de Friburg, sense deixar però els seus estudis de medicina, i on es doctorà l'any 1900 amb una tesi sobre l'estudi d'un verí extret de la digitalina.
Entre 1913 i 1915 fou professor de química de la Universitat d'Innsbruck i esdevé aquell any director de l'Institut Químic de la Universitat de Göttingen, càrrec que ocupà fins al 1944.
Windaus morí el 9 de juny de 1959 a la ciutat de Göttingen, situada a l'estat alemany de Baixa Saxònia.

## Recerca científica
Inicià els seus estudis al costat d'Emil Fischer, coneixent llavors el químic Otto Diels, futur Premi Nobel, i amb el qual mantindrà una llarga amistat. L'any 1901 inicià la seva recerca sobre el colesterol i els esterols. El 1919 aconseguí transformar el colesterol en àcid colànic, recentment aïllat dels àcids biliars per Heinrich Otto Wieland, deixant palès el vincle entre els esterols i els àcids biliars. Per aquestes investigacions fou guardonat amb el Premi Nobel de Química l'any 1928.
L'any 1931 va aconseguir obtindre la vitamina D cristal·litzada irradiant ergosterol, sent la primera vegada a aïllar-se una vitamina de forma pura. Així mateix va treballar sobre els derivats de l'imidazol, el que el va dur a demostrar que l'aminoàcid histidina és un derivat d'aquest, i a descobrir la histamina.